# Academia de Música y Danza de Jerusalén
La Academia de Música y Danza de Jerusalén (en hebreo: האקדמיה למוסיקה ולמחול בירושלים) es una escuela para la música y las artes escénicas en Jerusalén, Israel. Se encuentra ubicada en el campus de Givat Ram de la Universidad Hebrea de Jerusalén. El Conservatorio de Música de Jerusalén fue fundado en agosto de 1933 por el violinista Emil Hauser, quien se desempeñó como su primer director. Su esposa, Elena Kagan, una pionera de la medicina pediátrica antes de la creación del estado de Israel, fue secretaria honorario en 1938-1946. 